# Yarrow Cheney

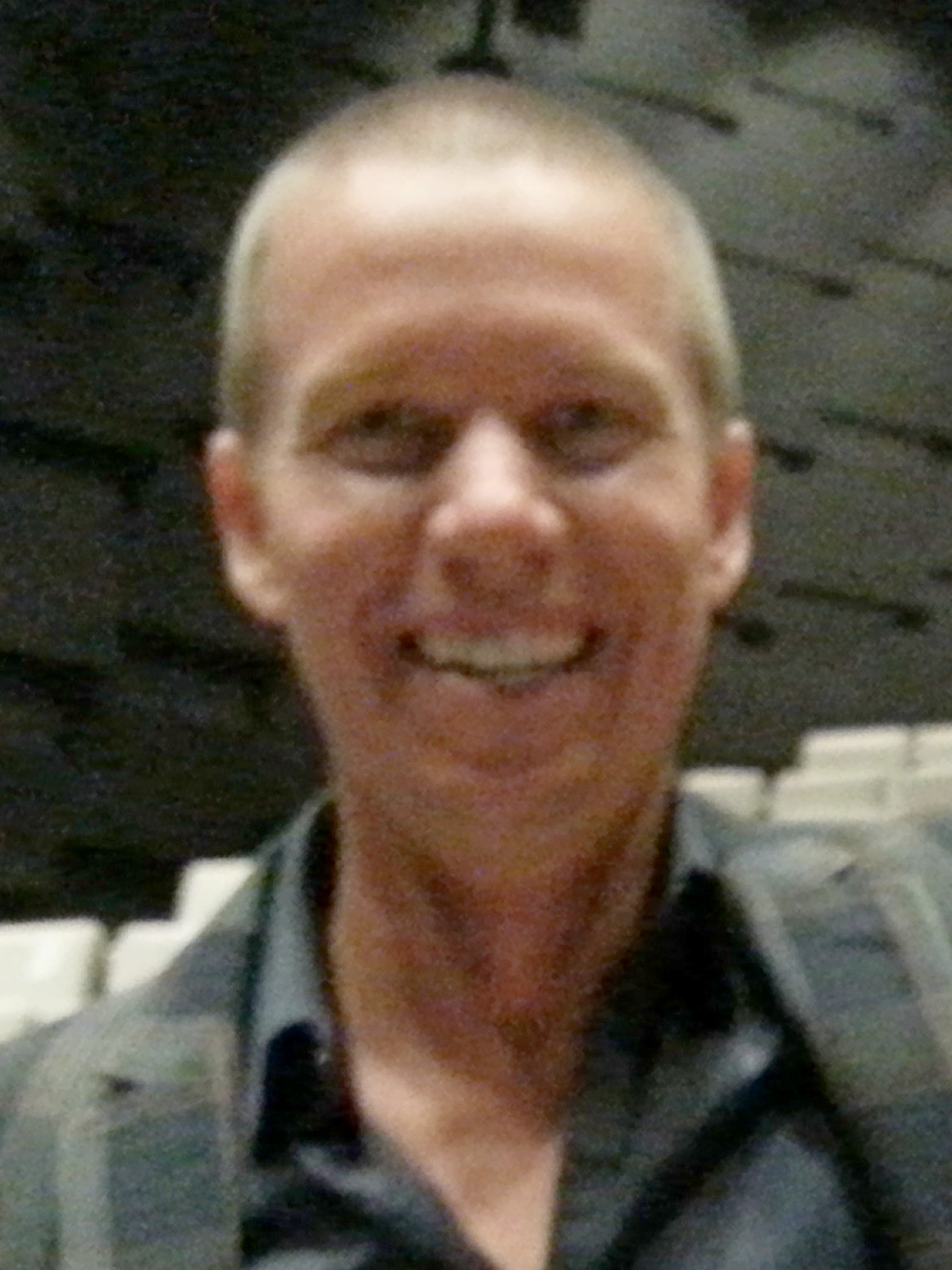
Yarrow Cheney (2016)

Yarrow Cheney (* 1966) ist ein US-amerikanischer Filmregisseur und Animator, Produktionsdesigner und Künstler für visuelle Effekte. Bekannt wurde er durch seine Arbeiten als Produktionsdesigner in Ich – Einfach unverbesserlich 2, Der Lorax und Ich – Einfach unverbesserlich, für die er Nominierungen für den Primetime Emmy and Annie Awards erhielt.

## Leben und Karriere
Yarrow Cheney ist das älteste von fünf Kindern. Er hat eine Schwester und drei Brüder.
Er arbeitet zielstrebig an seinen zeichnerischen Fähigkeiten, um irgendwann beim Animation-Film zu arbeiten. Er bewarb sich für das College, wurde jedoch zunächst wegen Kapazitätsauslastung abgelehnt. So bemühte er sich über Sommerschulkurse eine bessere Qualifikation zu erreichen, dabei überraschte Cheney seine Lehrer mit seinem Talent. Er schaffte so die Aufnahme ins College, beendet es jedoch ohne Abschluss nach drei Jahren, weil sich ihm die Möglichkeit bot für Warner Bros. Feature Animation zu arbeiteten.
Bereits zur Zeit am College arbeitete Cheney mit seiner Freundin Carrie Buell zusammen. Sie beschlossen schließlich, eine eigene Animationsfirma namens „YCB Animation“ zu gründen. Sie haben gemeinsam an verschiedenen Projekten gearbeitet, beispielsweise 1999 am Vorspann für den Comicstrip Dilbert. Nachdem Cheney im Herbst 2001 von Sony Pictures Imageworks für Die Chubbchubbs! engagiert wurde, heirateten Cheney und Buell am 15. Oktober 2003 auf Hawaii. Seitdem arbeiten sie auch weiterhin für andere Unternehmen. Im Jahr 2004 hatte Yarrow die Chance für Coco – Der neugierige Affe das Produktionsdesign zu übernehmen.

## Filmografie

### Produktionsdesign
- 2002: Die Chubbchubbs! (Kurzfilm)
- 2006: The Very First Noel (Kurzfilm)
- 2006: Coco, der neugierige Affe
- 2010: Ich – Einfach unverbesserlich
- 2012: Der Lorax
- 2013: Ich – Einfach unverbesserlich 2

### Regie
- 2006: The Three Wise Men (Kurzfilm)
- 2013: Puppy! (Kurzfilm)
- 2016: Pets
- 2018: Der Grinch
- 2020: Minions Holiday Special (Kurzfilm)